# La casa tra i mondi
La casa tra i mondi (il titolo originale in inglese è The House Between the Worlds, 1980) è un romanzo fantasy scritto da Marion Zimmer Bradley, e  pubblicato per la prima volta in italia da Fanucci nel 1997.

## Trama
Sono i giorni radiosi della contestazione studentesca, e ci troviamo all'Università di Berkeley, negli anni settanta. Cameron Fenton è uno studente che fa praticantato presso l'università, e decide di prendere parte a un nuovo esperimento, durante il quale vengono adoperate delle potenti droghe allucinogene di nuova progettazione... che però danno risultati piuttosto sconvolgenti, al di là di ogni immaginazione.
Sarà così che Cameron si vedrà catapultato in un mondo fantastico quanto terribile, lucente quanto cupo, alla presenza di Kerridis, principessa degli elfi, rapita da un'orda di mostri senza cuore, gli Ironfolk, nemici mortali degli elfi, che la conduce nelle oscure caverne dove vive un umano, Pentarn, loro capo. L'equilibrio dei mondi ora è in mano a Cameron Fenton.

## Edizioni
- Marion Zimmer Bradley, La casa tra i mondi, Fanucci, 2002, ISBN 978-88-347-0875-0.